# 漫畫博覽會

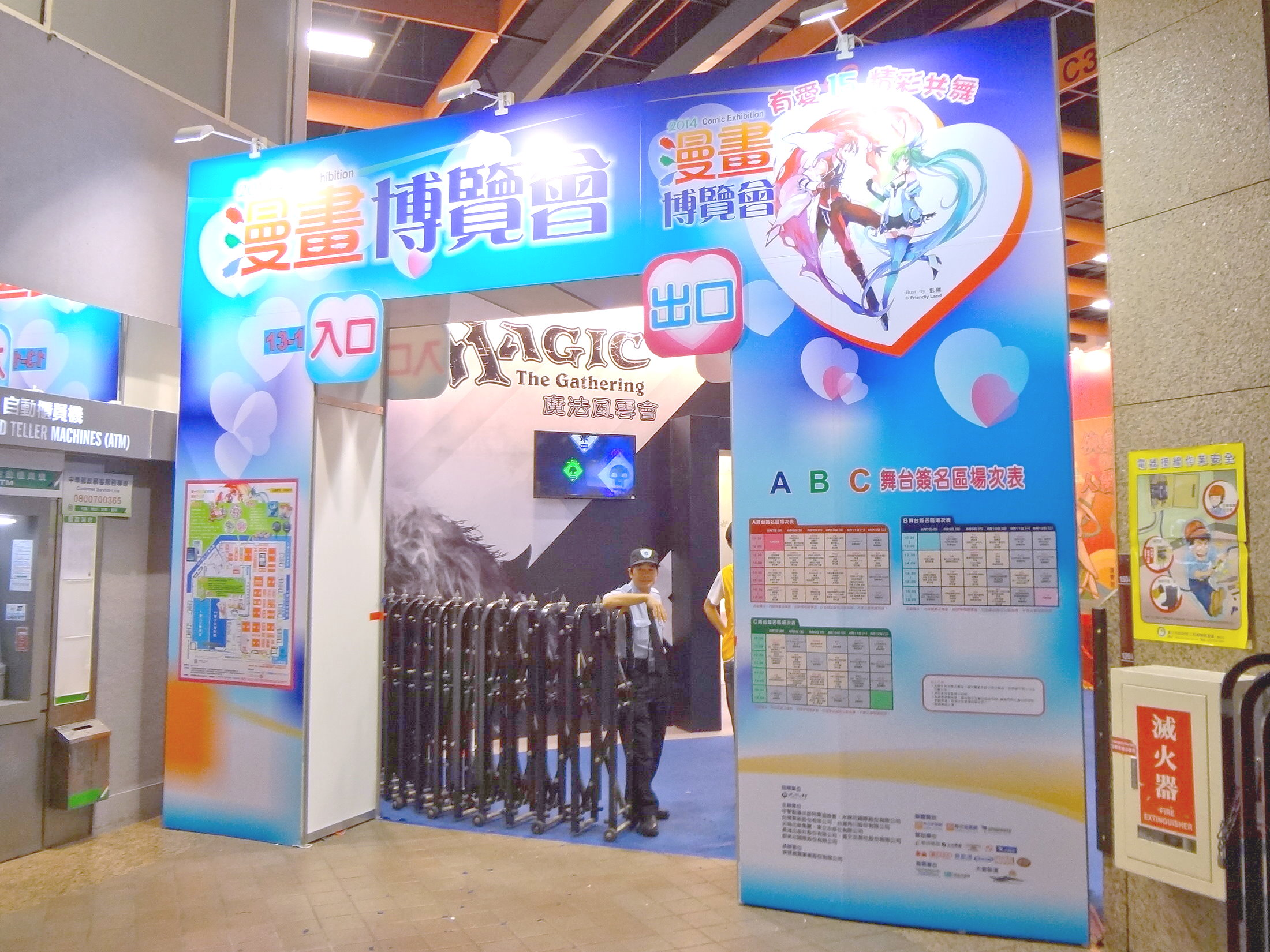
2014年（第15屆）漫畫博覽會13-1號出入口

漫畫博覽會，簡稱漫博，是台灣關於動畫與漫畫的出版業者的一年一度的展售會，中華動漫出版同業協進會領銜主辦，需付費購買入場的門票。每年都會舉辦簽名會，邀請知名的漫畫家、輕小說作者、插畫家、聲優。漫畫博覽會參觀人數年年成長，2014年已達60萬人。
1995年第1屆漫畫博覽會展場設於台北市南京西路新光三越百貨台北南西店，2009年揆眾展覽成為漫畫博覽會承辦單位。現在漫畫博覽會展場主要設於台北市信義路五段台北世界貿易中心展覽一館，有時亦在松壽路的展覽三館增設展場。2003年因SARS事件停辦。2004年於台北展期之後兩週，另在高雄市展覽。2017年邀請漫畫家MORIKU設計形象大使（吉祥物）漫寶。2020年因2019冠状病毒病疫情停辦，為第二次因傳染病疫情而停辦。2021年因台灣本土疫情升溫，中央流行疫情指揮中心宣布全國第三級防疫警戒，直到6月上旬疫情未有緩和的趨勢，經評估後決定停辦。2022年復辦。

## 展覽列表
| 年份   | 屆     | 日期 | 入場票價    | 入場人數        | 備註 |
| ------ | ------ | --- | ----------- | --------------- | --- |
| 1995年 | 第1屆  | 8月11－20日（共10天）                                                                                           | 新臺幣100元 | 7萬多，一說15萬 | 展場設於新光三越百貨台北南西店 名稱為「1995全國漫畫博覽會」，由東立出版社、大然文化、尖端出版、時報文化、青文出版社、長鴻出版社、聯經出版、台灣東販所組成的中華漫畫出版同業協進會舉辦                            |
| 1996年 |        | 8月14日起（天數不明）                                                                                           |             |                 | 展場設於新光三越百貨台北南西店 名稱為「1996漫畫暑假嘉年華」，僅由東立、東販、聯經、長鴻四間出版社聯合舉辦。 |
| 1997年 | 第2屆  | 8月13－20日（共8天）                                                                                            | 新臺幣100元 |                 | 展場設於新光三越百貨台北南西店 名稱為「第二屆漫畫博覽會」 |
| 1998年 |        | 8月13－18日（共6天）                                                                                            |             |                 | 展場設於新光三越百貨台北南西店 名稱為「MACAGA1998漫畫、卡通、遊戲嘉年華會」，由東立出版社主辦。 邀請的簽名漫畫家有河內由加利、山原義人、愛川惠子、松本友等                                                       |
| 1999年 |        | 8月13－18日（共6天）                                                                                            |             |                 | 展場設於新光三越百貨台北南西店，名稱為「1999漫畫、卡通博覽會」，由東立出版社主辦。 |
| 2000年 | 第3屆  | 8月17－22日（共6天）                                                                                            | 新臺幣100元 |                 | 展場設於紐約紐約展覽購物中心 |
| 2001年 |        | 6月29日－7月10日                                                                                                |             |                 | 本年度未舉辦漫畫博覽會類型活動，東立出版社假展場位於高雄世貿的「2001世界圖書大展」舉辦類似活動 |
| 2002年 | 第4屆  | 8月7－12日（共6天）                                                                                             | 新臺幣100元 |                 | 展場設於台北世界貿易中心展覽二館 |
| 2003年 |        | 原訂於8月舉辦，後因SARS事件取消                                                                                 |             |                 | 原訂於本年度起改為每年舉辦，但因碰到SARS事件而取消 |
| 2004年 | 第5屆  | 8月12－16日（台北，共5天） 8月25日－29日（高雄，共5天）                                                         | 新臺幣100元 |                 | 臺北展場設於台北世界貿易中心展覽一館，高雄展場設於高雄市工商展覽中心 |
| 2005年 | 第6屆  | 8月12－16日（共5天）                                                                                            | 新臺幣100元 |                 | |
| 2006年 | 第7屆  | 8月10－15日（共6天）                                                                                            | 新臺幣100元 |                 | |
| 2007年 | 第8屆  | 8月9－14日（共6天）                                                                                             | 新臺幣100元 |                 | |
| 2008年 | 第9屆  | 8月13－18日（共6天）                                                                                            | 新臺幣100元 |                 | |
| 2009年 | 第10屆 | 8月12－17日（共6天）                                                                                            | 新臺幣100元 |                 | 此屆漫博為最後一次在台北世貿2館展覽 |
| 2010年 | 第11屆 | 7月28日－8月2日（共6天）                                                                                        | 新臺幣120元 |                 | 是本展覽第一次有跨月份的一屆，從此屆開始展場改設於台北世界貿易中心展覽一館 |
| 2011年 | 第12屆 | 8月11－16日（共6天）                                                                                            | 新臺幣120元 |                 | |
| 2012年 | 第13屆 | 8月9－14日（共6天）                                                                                             | 新臺幣120元 | 55萬人          | |
| 2013年 | 第14屆 | 8月15－20日（共6天）                                                                                            | 新臺幣120元 | 58萬人          | |
| 2014年 | 第15屆 | 8月7－12日（共6天）                                                                                             | 新臺幣120元 | 60萬人          | |
| 2015年 | 第16屆 | 8月6－11日（共6天）                                                                                             | 新臺幣120元 | 45萬人          | 不受影響如期展出，參觀人次統計日期為8月6-10日 |
| 2016年 | 第17屆 | 8月11－16日（共6天）                                                                                            | 新臺幣120元 | 52.1萬人        | |
| 2017年 | 第18屆 | 8月10－14日（共5天）                                                                                            | 新臺幣120元 | 52.1萬人        | 首度有韓國廠商參展，日本館規模擴大一倍。 |
| 2018年 | 第19屆 | 8月16－20日（共5天）                                                                                            | 新臺幣120元 | 56萬人          | 本屆漫博首次集結電玩展區，以及電影玩具展區共同登場。 參觀人次為近三年新高。 |
| 2019年 | 第20屆 | 8月1日－5日（共5天）                                                                                            | 新台幣150元 | 58萬人          | 首次於台北世貿一館全區開展。 |
| 2020年 |        | 原定於7月30日舉辦，但因2019冠状病毒病疫情取消，後以2020台北國際ACG博覽會為名於原定檔期（7月30日－8月3日）舉辦。 |             |                 | 本年展覽會原定於7月30日舉辦，但因碰到2019冠狀病毒病疫情而取消，後以「2020台北國際ACG博覽會」為名，除動漫外亦結合電玩和電競，於原定檔期舉辦。先前取消的展覽會以「漫博ONLINE」名稱於線上舉辦（8月20日－9月20日）。 |
| 2021年 |        | 原定7月29日－8月5日舉辦，後因5月中台灣本土疫情升溫，未見緩和趨勢，經評估後決定停辦。                            |             |                 | 本年展覽會原定7月29日舉辦，但到5月中因台灣本土疫情升溫，全國進入三級警戒，到6月上旬未見緩和趨勢，經審慎評估後決定取消。                                                                                          |
| 2022年 | 第21屆 | 7月28日－8月1日（共5天）                                                                                        | 新台幣150元 |                 | 是自2019年以來因2019冠状病毒病台湾疫情以及2021年中華民國全國疫情第三級警戒以來復辦，也是第一次在疫情之下舉辦，也是繼2010年後再度有跨月份舉辦的一屆。因2019冠状病毒病日本疫情，首次無日本來賓。                   |
| 2023年 | 第22屆 | 7月27日 - 7月31日 (共5天)                                                                                       | 新台幣150元 |                 | |
| 2024年 | 第23屆 | 7月25日 - 7月29日 (共5天)                                                                                       | 新臺幣150元 |                 | 7月25日受凱米颱風影響停展 |
| 2025年 | 第24屆 | 7月24日 - 7月28日 (共5天)                                                                                       | 新臺幣180元 | 63.5萬人        | |

## 歷年活動

### 1995年
- 簽名會：
- 日本漫畫家：北條司、安藤慶周、河內由加利、川口開治、新谷薰、渡瀨悠宇、椎名高志、尼子騷兵衛、麻麻原繪里依（日语：麻々原絵里依）、佐伯佳代乃
- 台灣漫畫家：蔡志忠、鄭問、林政德、鄭又菁、王宜文、游素蘭、李崇萍、林惠子、劉興欽、麥仁杰、曾正忠、高永、敖幼祥等

### 1997年
- 簽名會：
- 日本漫畫家：武內直子、惣領冬實、高橋美由紀、弘兼憲史、浦澤直樹、飯田晴子等共12名
- 台灣漫畫家：鄭問、游素蘭、賴有賢、林欣穎、李鴻欽、任正華、水瓶鯨魚、阿推、高永、蔡志忠等共60人
- 香港漫畫家：牛佬

### 2000年
- 簽名會：
- 日本漫畫家：
- 東立：和月伸宏、綾峰欄人、吉原由起、杉崎由綺琉
- 大然：永井豪、羅川真里茂、藤田和日郎
- 東販：酒井美羽
- 其他：槙村、石渡治、山岸榮一、新條真由、阿弓唯、松本久志等17位日本漫畫家
- 港台漫畫家：黃玉郎、鄭問、平凡、陳淑芬、賴有賢、高永、周顯宗等數十人

### 2002年
- 簽名會：中山文十郎、Ditama某、大矢和美

### 2004年
- 簽名會：
  - 東立：林欣穎、堀田由美、小畑健、高屋奈月、篠原千繪[4]
  - 長鴻：山田南平、水上航、新條真由
  - 尖端：山田章博、林玉琴、藤田和日郎、德珍、5566、林青慧、酒井真由
  - 青文：岸本聖史、藤原神居、周顯宗、湯翔麟、陳志隆
  - 台灣東販：松本光司
  - 台灣角川：鴇田洸一、賀東招二
  - 曼迪：梅澤由香里

### 2005年
- 簽名會：
  - 東立：松江名俊、由貴香織里、小林盡
  - 長鴻：北川美幸、花森小桃
  - 木棉花：手塚真
  - 尖端：松本夏實、鹽崎雄二
  - 博英社：皆川純子、甲斐田雪、中田明日見、岸尾大輔
  - 台灣角川：時雨澤惠一、大矢和美
  - 台灣東販：豐田實、高永雏子
  - 青文：高山瑞穗、萬乘大智

### 2006年
- 簽名會：
  - 台灣角川：中村春菊
  - 台灣東販：緋色麗一

### 2007年
- 簽名會：
  - 東立：小畑健、仲村佳樹
  - 台灣東販：RIVER、鈴木剛
  - 長鴻：日高万里
  - 台灣角川：ばらスィー
  - 青文：上田美和、山形石雄、明日香正太、真島浩
  - 長鴻：青木琴美
  - 尖端：山口昇、兔塚英志、小櫻池夏海、三月兔、八神千歲
  - 群英社：朴璐美、小林沙苗、豐口惠
  - 木棉花：吉野裕行

### 2008年
- 簽名會：
  - 長鴻：新條真由
  - 尖端：大林深雪、榊一郎、樫之木小香
  - 台灣東販：水上ルイ
  - 台灣角川：支倉凍砂、THORES柴本
  - 台灣角川&曼迪：渡邊久美子
  - 青文：今野緒雪、響玲音、海原零
  - 木棉花：NEEKO、飯田利信、國分優香里
  - 群英社：大河原邦男
  - 東立：久米田康治、七路眺、菅野文

### 2009年
- 簽名會：
  - 群英社：森川智之、三木真一郎
  - 尖端：西野勝海、阿南滿雪、持田秋
  - 青文：藍上陸、青木祐子、藤異秀明
  - 長鴻：水波風南
  - 東立：瀨尾公治、稻垣理一郎、村田雄介
  - 台灣角川：細音啟、小梅京人
  - 台灣東販：高田明美
  - 木棉花：市瀨秀和、井上優、近藤隆

### 2010年
- 簽名會：
  - 東立：妍希、 致怡+ZEI+ 、杉井光
  - 尖端：藤原友佳、井上堅二、三月兔、林珉萱、陳漢玲、俞家燕
  - 長鴻：咲坂芽亞、永遠幸、吳柔萱、珞櫻
  - 台灣東販：末包久美子
  - 青文：松智洋、Peco、矢吹健太朗
  - 木棉花：浪川大輔、柿原徹也

### 2011年
- 簽名會：
  - 東立：致怡+ZEI+、賴安、鮭魚仔、小鯊龍、MAKI MINAMI、田村隆平、藤島康介、蔡鴻忠
  - 尖端：平坂讀、馬口鐵、酒井真由、畑健二郎
  - 台灣東販：天城れの、漆原友紀
  - 台灣角川：B.L.、吐維、值言、甚音、蒼山サグ、木村心一
  - 青文：許斐剛、KEI、陳志隆
  - 長鴻：蝦米、早早、CLONE(瑪妃)、天羽、吳柔萱、樋野茉理、花緒莉
  - 木棉花：福原遙、平野綾、小西克幸、伊藤靜
  - 曼迪：御我

### 2012年
- 簽名會：
  - 東立：蔡鴻忠、椎橋寬、服部充、飄緹亞、李崇萍
  - 尖端：遠山繪麻、林青慧、裕時悠示、林亭葳、林珉萱、顆粒、LOIZA、蚩尤、WEN、陽春、小P
  - 台灣東販：佳門サエコ、北崎拓、小末
  - 台灣角川：鴨志田一、水無月すう
  - 青文：VOFAN、丈月城、朝浦、柴乃櫂人、陳志隆
  - 長鴻：吳由姬、珞櫻、花花&蝦米
  - 木棉花：阿部敦、日野聰、大原沙耶香
  - 銘顯&曼迪：夜風、LEVELX勇者
  - 群英社：小野賢章、小野友樹
  - 威向：Miya
  - 鮮鮮：燃聿、Aixkira
  - 未來數位：韋宗成、哈亞西、BIGUN
  - 蓋亞文化：醉琉璃、夜風、漢寶包、YinYin、護玄
- 其他活動：
  - 青文：漫友文化董事長金城座談演講會
  - 木棉花：蠟筆小新電影20周年「我和我的宇宙公主」好康贈獎同樂會
  - 群英社：影子投籃大賽
  - 「貓的祕密」貓耳朵：搜捕祕密貓女孩、祕密約會、祕密拍賣會、祕密小遊戲[14]

### 2013年
- 簽名會：
  - 東立：小林俊彥、松井優征
  - 尖端：大高忍、雪丸萌、弓弦出、林珉萱、林青慧、顆粒、林亭葳[15]
  - 長鴻：真倉翔、岡野剛、PEACH-PIT
  - 青文：水月紗鳥、有河聖、克·亞樹
  - 台灣東販：山本小鐵子
  - 台灣角川：野水伊織、橘公司、杉井光
  - 未來數位：韋宗成、哈亞西
  - 群英社：小野賢章、諏訪部順一
  - 木棉花：石川由依、藍井艾露
  - 壹傳媒互動：廣井王子
  - 春天出版：水泉、天罪
- 其他活動：
  - 壹傳媒互動：廣井王子小型見面會
  - 巨崗洋行：Mega Hobby Life最強Figure展示會

### 2014年
- 簽名會
  - 東立：榎宮祐、古味直志、ツカサ+梱枝りこ、洪育府+BIGUN、黃佳莉+飄緹亞
  - 尖端：寶井理人、丈月城、赤松中學、相樂總、水藍薰、BARZ、灰野都
  - 長鴻：藤原飛呂、扇ゆずは、吳柔萱
  - 青文：賀東招二、豐田巧
  - 台灣東販：天王寺ミオ、宮川武、夏目維朔
  - 台灣角川：阿澄佳奈、春日部タケル、Chiya
  - 群英社：桑原由氣、摩天楼由香、小野早稀、東城日沙子、新田惠海、飯田穗、Pile
  - 木棉花：梶裕貴
  - 曼迪：鳥海浩輔、山下大輝、平川大輔
  - 蓋亞 / 魔豆：醉琉璃、夜風
  - 三采文化：原惡哉、重花
  - 威向：拆野拆替
  - 春天：水泉
- 動畫播放
  - 群英社：LoveLive!、頭文字D Fifth Stage、東京殘響、信長協奏曲、PSYCHO-PASS心靈判官、妄想探索社、偽姬物語、機動戰士鋼彈UC、鋼彈創鬥者、Re：HAMATORA-超能偵探社-、東京喰種
  - 木棉花：黑執事3、怪醫黑傑克OVA-流水‧蓋美拉之男、大耳查布劇場版、獵人 劇場版-緋色幻影、刀劍神域2
  - 普威爾：果然我的青春戀愛喜劇搞錯了、IS〈Infinite Stratos〉 2、櫻花莊的寵物女孩
  - 曼迪：中二病也想談戀愛！、K
  - 九藏喵窩：九藏喵窩原創動畫-喵王國篇
- 其他活動：
  - 東立：東立原創大賽2頒獎典禮
  - 尖端：夢HONEY嘉年華學園祭開幕式、LuLu老師的動漫迷體操課時間
  - 長鴻：《燃燒野球魂!》創刊宣誓統一7-ELEVEn獅‧熱血引爆!!!
  - 台灣角川國際動漫：角川動漫教育 Talk Session
  - 群英社：《奴隸區 我與23個奴隸》原作岡田伸一、電影製作人池上真之座談會
  - AKIBA CUP 世界選手権 台湾大会：NPO法人 日本漫畫・動畫常盤莊論壇 「Little AKIBA Project」 Moby-Dick Digital

### 2015年
- 簽名會
  - 東立：貓邏、MAE+nyaroro、洪育府+宇文風、緒川千世
  - 尖端：ヨネダコウ、海空陸
  - 長鴻：楊寒、蝦米、夢空+jond-D、種村有菜、夜神里奈
  - 木棉花：宮野真守、釘宮理惠、渕上舞
  - 三日月書版：藍旗左衽
  - 青文：丈月城、BUNBUN
  - 東販：天咲吉實、高城竜
  - 角川：丸戶史明、深崎暮人
- 其他活動
  - 東立：東立原創大賽3頒獎典禮
  - 群英社：雨宮慶太座談見面會
  - 雙影創藝：眭澔平+廖文彬講座暨簽名會
  - 2015夏之祭 Little AKIBA Super Live!

### 2016年
- 簽名會
- 其他活動
  - 東立：東立原創大賽4頒獎典禮

### 2017年
•簽名會
•東立：羊太郎(不正經的魔術講師與禁忌教典)、三浦忠弘(搖曳莊的幽奈小姐)、BIGUN(勇者(略)X)、曾豐麟( 火鳳燎原Ｑ)、值言+Izumi(東津萌米)、李崇萍(非愛宣言)
•角川：入間人間(安達與島村+少女妄想中)、吐維(秉燭夜話)、值言(LamiGirls Dream Live 閃亮亮的啦啦隊夢想物語)
•尖端：小鹿+Mocha(深表遺憾，我病起來連自己都怕)、彩景でりこ(螳螂之檻)、顆粒(有何不可)、三月兔(緋色十字)、林珉萱(勇往直前灰姑娘) 
•長鴻：藍川沙季(野獸男友)、高山しのぶ(尋神的旅途)、蝦米(在我身邊好不好)、咪兔(黑之館)
•東販：ひなこ(傲慢的階級之戀)、はらだ(八田百田系列)
•青文：CHIROLU+景(為了女兒，我說不定連魔王都能幹掉。)、つくしあきひと(來自深淵)
•威向：綠野千鶴(含桃)
•蓋亞：護玄(8 .Floor+特殊傳說)、香草+天藍(門主很忙)、日下棗+左萱+英張(漫畫植劇場)、醉琉璃(春秋異聞) 
•三日月：藍旗左衽(妖怪公館的新房客)
•飛燕:貓寬X雷明(勇者X魔物之森)
•木棉花：阿部里果+山崎惠理(機甲少女)
•曼迪：植田圭輔+阪本獎悟(王室教師海涅)、小山力也(名偵探柯南)

## 相關展覽
- 台北國際動漫節（主辦單位同本展，逢寒假舉辦）

## 外部連結
- 漫畫博覽會 （页面存档备份，存于）
- 漫畫博覽會facebook官方專頁 （页面存档备份，存于）
- 中華動漫出版同業協進會 （页面存档备份，存于）